# Карданна передача

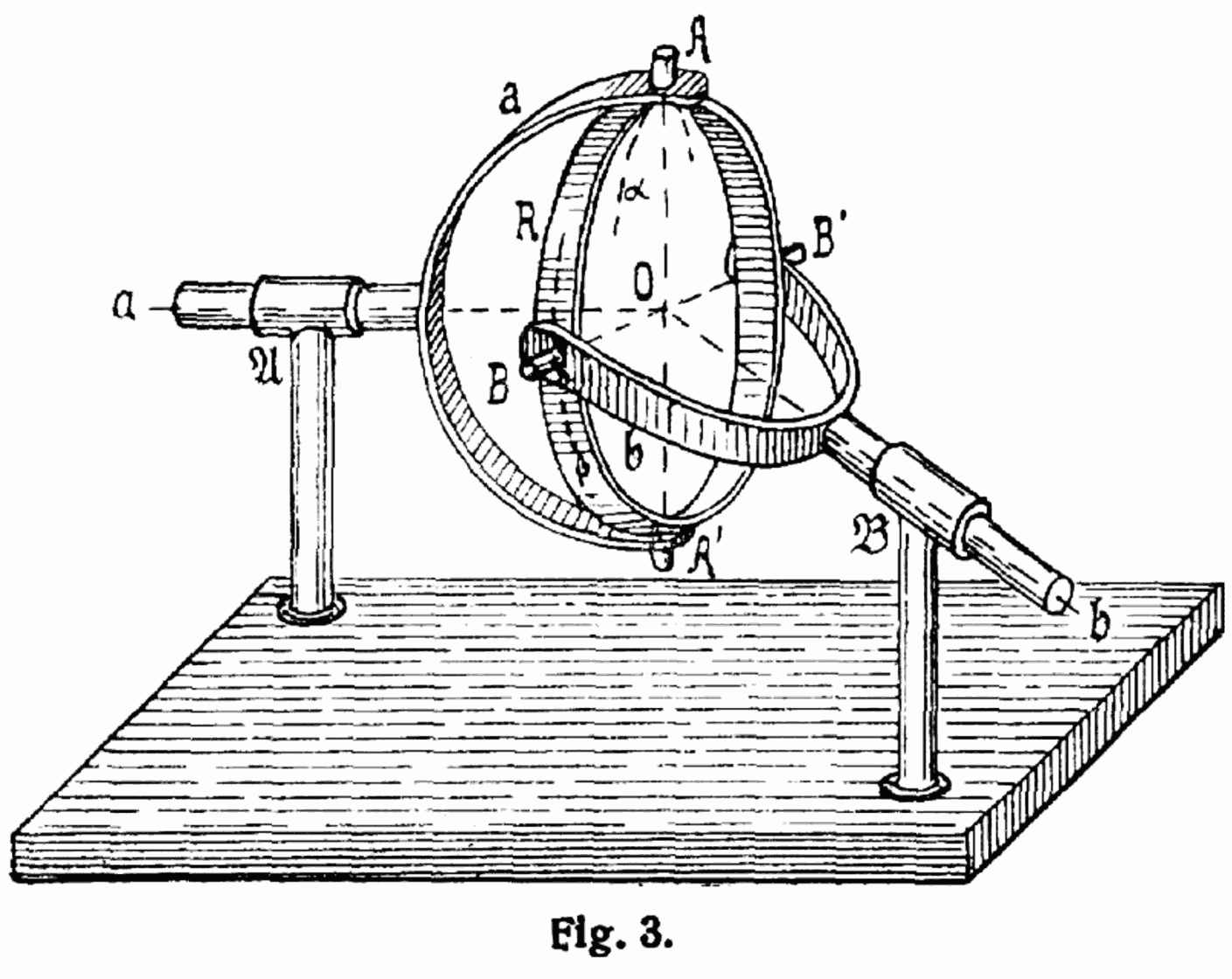
Універсальний шарнір (шарнір Гука)

Карданна передача (шарнір Гука)

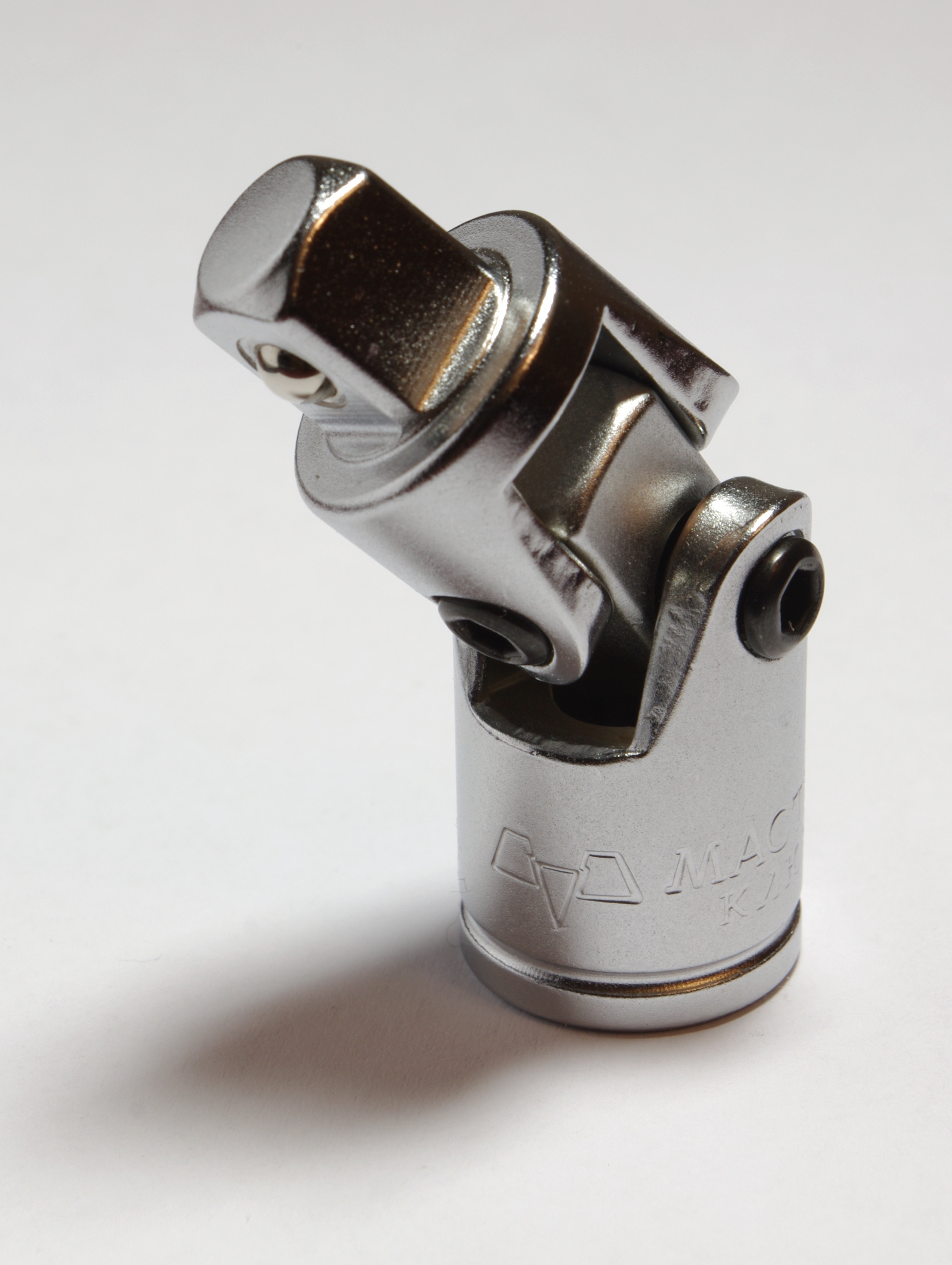
Карданний перехідник для торцевого ключа

Карданна передача (універсальний шарнір, шарнір Гука, універсальна муфта, механізм Кардана) — просторовий шарнірний механізм, що складається з центральної хрестовини і двох посаджених на кінці валів-вилок, що шарнірно сполучені з кінцями хрестовини. Служить для передачі крутного моменту між валами, що мають велике кутове зміщення осей (до 40-45°), яке у процесі обертання валів може змінюватись.

## Історичні дані
Основна концепція універсального шарніра була відома з античних часів. Ймовірно універсальний шарнір використовували у Стародавній Греції в конструкції балісти. Перша відома особа, що запропонувала використовувати такий шарнір для передачі рушійної сили, був Джироламо Кардано, італійський математик у 1545 році, хоча неясно, чи він виготовив робочу модель. У Європі пристрій часто називають «Кардан», або «карданний вал». Швед Крістофер Польхем пізніше заново його винайшов, що шведською мовою дало назву Polhemsknut.
Механізм пізніше був описаний у праці Technica Curiosa SIVE Артіс Mirabilia (1664) Гаспаром Шоттом (Gaspar Schott), який назвав його paradoxum, де зробив помилкове твердження про сталість передачі кутової швидкості. Незабаром після цього, між 1667 і 1675, Робертом Гуком було проаналізовано роботу шарніра й виявлено, що його швидкість обертання не є сталою. Перша згадка терміна «універсальний шарнір» для цього пристрою була зроблена Гуком у 1676 році, в його книзі Helioscopes. Він опублікував свій опис у 1678 році, в результаті чого механізм отримав нову назву «шарнір Гука». У 1683 році Гук запропонував вирішення проблеми нерівномірної швидкості обертання універсального шарніра: механізм, який зараз відомий як шарнір рівних кутових швидкостей.
Термін «універсальний шарнір» був поширений у 18 і 19 століттях і використовувався у механізмах привода млинів та ткацьких фабрик. У 19 столітті використання універсального шарніра поширилося на широкий спектр технічних рішень. Значна кількість універсальних шарнірів була використана у системі керування телескопа Нортумберленд Інституту астрономії в Кембріджському університеті в 1843 році. Ефріам Шей (Ephriam Shay) в 1881 р. отримав патент на локомотив, де використовувався подвійний універсальний шарнір у приводі локомотива. Чарльз Амідон (Charles Amidon) використав універсальний шарнір малих розмірів у коловороті, запатентованому у 1884 році.

## Використання
Карданні шарніри використовуються для:
- компенсації неточності взаємного розміщення валів, що виникає при складанні, при деформаціях рами і ресор (транспортні та ін. машини);
- передачі обертання переставним валам (шпинделі багатошпиндельних свердлильних верстатів, валки вальцювального обладнання та ін.);
- передачі обертання валам, розміщення яких змінюється під час роботи (консолі фрезерних верстатів та ін.).

Часто використовуються конструкції, у яких дві шарнірні муфти сполучаються проміжним валом: такий пристрій називається карданним валом і є звичайною конструкцією багатьох приводних валів.
За габаритами й крутними моментами карданні шарніри (шарнірні муфти) поділяються на:
- малогабаритні, призначені для передавання малих моментів (від 12,5 до 1280 Н·м). У них шарніри розміщені в габаритах ступиць півмуфт;
- великогабаритні, що призначені для передавання середніх і великих моментів (від 1000 до 800000 Н·м). У них шарніри винесені за габарити півмуфт.

Карданний вал служить для передачі обертального моменту від коробки передач (роздавальної коробки) до ведучих мостів у випадку класичного або повноприводного компонування. Також використовується в травмобезпечній рульовій колонці для з'єднання рульового вала й рульового виконавчого механізму (рульового редуктора або рульової рейки).
Карданна передача має істотний недолік — несинхронність обертання валів, що збільшується при збільшенні кута між валами, що виключає можливість застосування карданної передачі в багатьох пристроях, наприклад, у трансмісії передньоприводних автомобілів. Шарнір рівних кутових швидкостей (ШРКШ або синхронний шарнір) — досконаліша конструкція того ж призначення, з назви якої випливає, що вона забезпечує синхронність обертання валів.